# Кудряшов, Максим Олегович
Максим Олегович Кудряшов (род. 6 января 1992, Тверь) — российский хоккеист, защитник.

## Биография
Начинал играть в тверской СДЮСШОР по хоккею, затем перешел в ЦСКА. Игрок «ЦСКА-2» (2008/09) и команды МХЛ «Красная армия» (2009/10 — 2011/12), обладателем Кубка Харламова (2011). Выступал в ВХЛза клубы «Сарыарка» (Казахстан, 2012/13), «Кубань» Краснодар (2013/14), «Барс» Казань (2014/15), «Спутник» Нижний Тагил (2015/16), ТХК Тверь (2015/16 — 2016/17), «Динамо» СПб (2017/18 — Кубок Петрова), «Зауралье» Курган (2019/20), «Чэнтоу» (Китай, 2019/20), «Дизель» Пенза (2020/21).
Провёл три матча в КХЛ за «Витязь» Подольск в конце декабря 2016 года. Сезон 2018/19 отыграл в чемпионате Казахстана за «Иртыш» Павлодар. В сезоне 2021/22 выступал за украинский «Мариуполь».
Победитель хоккейного турнира Универсиады (2017).